# Margot Moschetti
Margot Moschetti, née le 19 décembre 1994 à Nice, est une coureuse cycliste française, possédant également la nationalité monégasque, spécialiste de VTT cross-country.

## Palmarès

### Championnats du monde
- Champéry 2011
  - 10e du cross-counry juniors
- Saalfelden-Leogang 2012
  - 9e du cross-counry juniors
- Lillehammer-Hafjell 2014
  -  Médaillée d'argent du cross-country espoirs

### Coupe du monde
- Coupe du monde de cross-country juniors
  - 2012 : vainqueur de 2 manches

- Coupe du monde de cross-country espoirs
  - 2014 : 4e du classement général, vainqueur de 3 manches
  - 2015 : 5e du classement général

- Coupe du monde de cross-country marathon
  - 2023 : 10e du classement général

### Championnats d'Europe
- Moscou 2012
  -  Médaillée d'argent du cross-country juniors
- Saint-Wendel 2014 
  -  Championne d'Europe du relais mixte (avec Jordan Sarrou,  Hugo Pigeon et Maxime Marotte)
- Chies d'Alpago 2015 
  -  Médaillée d'argent du cross-country espoirs

### Jeux des petits États d'Europe
- Liechtenstein 2011
  -  Médaillée d'argent du cross-country
- Cessange 2013
  - 5e du cross-country

### Championnats de France
- 2012

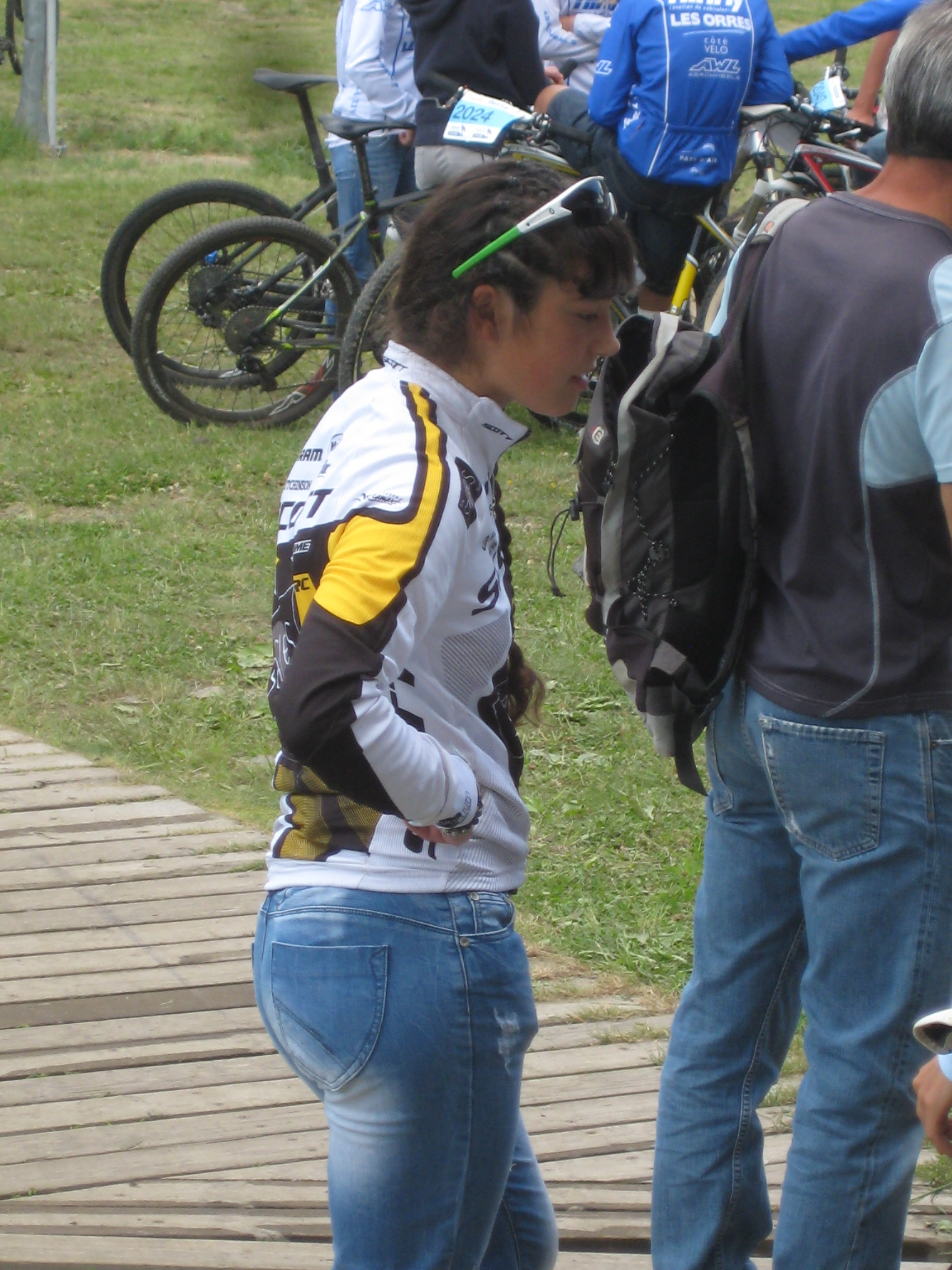
Margot Moschetti en 2012.

  -  Championne de France de cross-country juniors
- 2013
  - 3e du cross-country espoirs
- 2014
  -  Championne de France de cross-country marathon
  - 2e du cross-country
  - 2e du cross-country espoirs
- 2015
  - 2e du cross-country espoirs
  - 3e du cross-country
- 2018
  -  Championne de France de cross-country marathon
- 2019
  - 2e du de cross-country marathon
- 2020
  - 2e du cross-country marathon
- 2021
  - 3e du cross-country marathon
- 2023
  - 3e du cross-country marathon
- 2024
  -  Championne de France de cross-country marathon